# André Ferreira (cầu thủ bóng đá người Bồ Đào Nha)
André Filipe Magalhães Ribeiro Ferreira (sinh ngày 29 tháng 5 năm 1996) là một cầu thủ bóng đá người Bồ Đào Nha thi đấu cho Leixões S.C. theo dạng cho mượn từ Benfica B, ở vị trí thủ môn.

## Sự nghiệp câu lạc bộ
Ferreira sinh ra ở Vila Nova de Gaia, Bồ Đào Nha. Vào ngày 24 tháng 11 năm 2015, anh ra mắt chuyên nghiệp cho Benfica B trong trận đấu tại Giải bóng đá hạng nhất quốc gia Bồ Đào Nha 2015–16 trước Oriental. Ngày 1 tháng 7 năm 2017, anh gia nhập Leixões S.C. theo một bản hợp đồng cho mượn dài hạn.